# Zdeněk Gurský
Zdeněk Gurský (* 6. Oktober 1954 in Kyjov) ist ein tschechischer Musiker und Komponist. Er ist Leiter der Blaskapelle Gloria.

## Leben
Im Alter von zwölf Jahren erhielt Zdeněk Gurský vom Pädagogen Josef Frýbort seinen ersten Unterricht auf der Trompete. Mit 18 Jahren gründete er eine Tanzkapelle, in der er neben der Trompete auch die Gitarre spielte. 1973 kam er zur damals schon sehr bekannten Blaskapelle Mistříňanka. Er spielte dort zwanzig Jahre lang. 1993 rief er zusammen mit anderen Kollegen den Musikverlag Gloria zum Leben. Ein Jahr später folgte dann die Gründung der Blaskapelle Gloria als Verlagskapelle. Mittlerweile hat Gurský über 700 Werke komponiert, die im Musikverlag Gloria verlegt werden.

## Privat
Zdeněk Gurský ist verheiratet mit seiner Frau Miluška, die für die Gesangstexte der Kapelle verantwortlich ist. Gurský hat auch eine Tochter Sylvie. Im Jahr 2006 übernahm sie die Bühnenmoderation bei den Konzerten mit ihren Deutschkenntnissen.

## Werke (Auszug)
- Marta-Polka
- Silberne Trompeten
- Fest-Polka
- Zwei Supermänner
- Nachtschwärmer
- U Jezera
- Baritone in der Nacht
- Gloria
- Galaxie